# Antonio Jesús Soto
Pour les articles homonymes, voir Antonio Soto (syndicaliste) et Soto.
Soto  Guirao est un nom espagnol. Le premier nom de famille, en général paternel, est Soto ; le second, en général maternel, souvent omis, est Guirao.
Antonio Jesús Soto Guirao, né le 22 septembre 1994 à Alcantarilla, est un coureur cycliste espagnol.

## Biographie

### Débuts
Né à Alcantarilla, Antonio Jesús Soto réside à Librilla dans la région de Murcie. Il commence le cyclisme à l'âge de 6 ans en suivant les traces de son père, lui-même ancien coureur cycliste amateur dans les années 1980. Il fait ses débuts espoirs avec l'équipe Metal Lube-Ofertbikes.es en 2013.
Champion de Murcie du contre-la-montre en 2014, il conserve son titre régional en 2015. La même année, il remporte l'Ereñoko Udala Sari Nagusia, course inaugurale du calendrier basque pour les espoirs. Il rejoint ensuite la nouvelle équipe Aldro en 2016, dirigée par Manolo Saiz.
En 2017 et 2018, il évolue chez Lizarte, alors filiale de l'équipe professionnelle Movistar. Lors de sa deuxième saison en 2018, il s'illustre en étant le meilleur cycliste amateur en Espagne. Il devient le deuxième coureur originaire de Murcie à remporter la Coupe d'Espagne, dix-sept ans après Alejandro Valverde, grâce à de très nombreuses places d'honneur,. Lors des championnats d'Espagne, il se classe troisième du contre-la-montre et deuxième de la course en ligne, dans la catégorie amateurs,. Sa saison régulière lui permet de finir premier au classement final de la Fédération royale espagnole de cyclisme, pour les cyclistes espoirs et amateurs.

### Carrière professionnelle
Antonio Jesús Soto devient coureur professionnel en 2019 au sein de la Fundación Euskadi. Pour ses débuts, il obtient plusieurs tops 20 dans les courses par étapes en terminant douzième du Tour d'Aragon, quinzième du Tour de Murcie et dix-huitième du Tour de la communauté de Madrid.
Le 23 mai 2021, il remporte sa première victoire professionnelle à domicile sur le Tour de Murcie, disputé sur une journée et avec une arrivée dans sa ville natale d'Alcantarilla.

## Palmarès et résultats

### Palmarès amateur
| - 2012 - Champion d'Espagne de scratch juniors - 2013 - 2e du championnat d'Espagne de poursuite par équipes - 2014 - Champion de Murcie du contre-la-montre - 3e de Pampelune-Bayonne - 2015 - Champion de Murcie du contre-la-montre - Ereñoko Udala Sari Nagusia - 2016 - 2e du Tour de León - 2e du Mémorial Juan Manuel Santisteban - 3e du Premio Primavera - 2017 - 2e de l'Aiztondo Klasica - 3e du Circuito Guadiana | - 2018 - Champion de Murcie du contre-la-montre - Vainqueur de la Coupe d'Espagne - Gran Premio Primavera de Ontur - 1re étape du Tour de Salamanque (contre-la-montre) - 2e du Trofeo Ayuntamiento de Zamora - 2e du Tour de Navarre - 2e du championnat d'Espagne sur route amateurs - 3e du Trophée Iberdrola - 3e de la Classique Xavier Tondo - 3e du championnat d'Espagne du contre-la-montre amateurs - 3e du Tour de Ségovie - 3e du Tour de Valence |

### Palmarès professionnel
- 2021
  - Tour de Murcie

### Résultats sur les grands tours

#### Tour d'Espagne
2 participations
- 2021 : 81e
- 2024 : 114e

### Classements mondiaux
| Année                                 | 2018  | 2019  | 2020  | 2021 | 2022  | 2023 | 2024 |
| ------------------------------------- | ----- | ----- | ----- | ---- | ----- | ---- | ---- |
| Classement mondial                    | 3152e | 1858e | 1018e | 494e | 1101e | 571e | 728e |
| UCI Europe Tour                       | 2093e | 1223e | 792e  | 399e | 780e  | nc   | nc   |
|                                       |       |       |       |      |       |      |      |
| Légende : nc = non classéSource : UCI |       |       |       |      |       |      |      |